# Eidgenössische Volksinitiative «für Straflosigkeit der Schwangerschaftsunterbrechung»
Die eidgenössische Volksinitiative «für Straflosigkeit der Schwangerschaftsunterbrechung» war die erste Schweizer Volksinitiative zum Thema Abtreibung. Sie verlangte die ersatzlose Streichung der Abtreibungsparagrafen aus dem Strafgesetzbuch. Lanciert wurde sie 1971 durch ein fünfköpfiges Personenkomitee (ein freisinniger Grossrat, ein sozialdemokratischer Nationalrat, eine liberale Gemeindepolitikerin, alle drei aus dem Kanton Neuenburg, sowie zwei Parteilose, eine Frau und ein Mann, aus dem Kanton Bern). Die Lancierung erfolgte ohne Unterstützung irgendwelcher Parteien oder Verbände.
Die Unterschriftensammlung begann am 20. Juni 1971, unter Mithilfe der Frauenbefreiungsbewegung (FBB). Die Initiative wurde am 1. Dezember 1971 eingereicht; am 27. Dezember 1971 wurde das Zustandekommen von offizieller Seite her bestätigt. Bundesrat und Parlament lehnten die Initiative ab.
Die Initiative kam nie zur Abstimmung, da sie von den Initianten am 24. Februar 1976 zugunsten der Fristenlösungsinitiative zurückgezogen wurde.